# Pedetes capensis
Lièvre sauteur d'Afrique du Sud, Lièvre sauteur
Pour les articles homonymes, voir Lièvre (homonymie).
Espèce
Statut de conservation UICN

 LC  : Préoccupation mineure
Pedetes capensis est une espèce de rongeurs de la famille des Pedetidés.

Ce n'est pas un lagomorphe contrairement au lièvre. Il est en fait très éloigné du lièvre, mise à part leur faculté commune de faire des bonds, et du lapin dont il n'a que la taille approximative. En réalité le lièvre sauteur ressemble plus à une gerboise géante qui aurait une grande queue touffue. Elle est souvent considérée comme l'unique espèce du genre Pedetes, mais les recherches faites à partir de la fin du XXe siècle tendent à confirmer l'existence dans ce genre de deux espèces africaines à part entière, l'une à l'est de l'Afrique, Pedetes surdaster, et celle-ci au sud. En français cet animal est appelé Lièvre sauteur d'Afrique du Sud ou plus simplement Lièvre sauteur, comme d'autres espèces de la même famille.
C'est le naturaliste allemand Johann Reinhold Forster (1729-1798) qui a créé l'espèce en 1778.

## Description

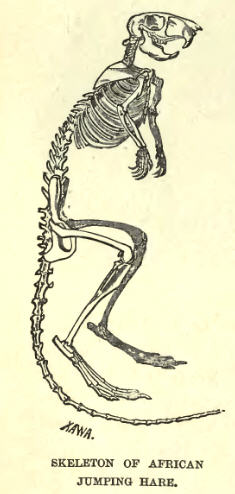
Squelette du lièvre sauteur.

L'adulte mesure de 35 à 45 cm de long auquel il faut ajouter une queue de 37 à 48 cm. Il pèse de 3 à 4 kg. Il mesure 30 cm au garrot lorsqu'il est assis et a des oreilles de 7 à 9 cm de haut.
Sa fourrure est peu dense et sans sous-poil, elle est dégradée de brun beige tirant sur le roux ou le sable avec quelques poils blancs ou noirs. Le ventre est blanc ainsi que l'intérieur des cuisses. La queue touffue se termine par un toupet de poils brun foncé. Les pattes arrière ressemblent à celles d'un kangourou, avec 4 doigts et des griffes. Il a de grands yeux et des oreilles qui se replient pour empêcher la terre d'y entrer lorsqu'il creuse.
Il n'y a pas de différence notable entre mâle et femelle.

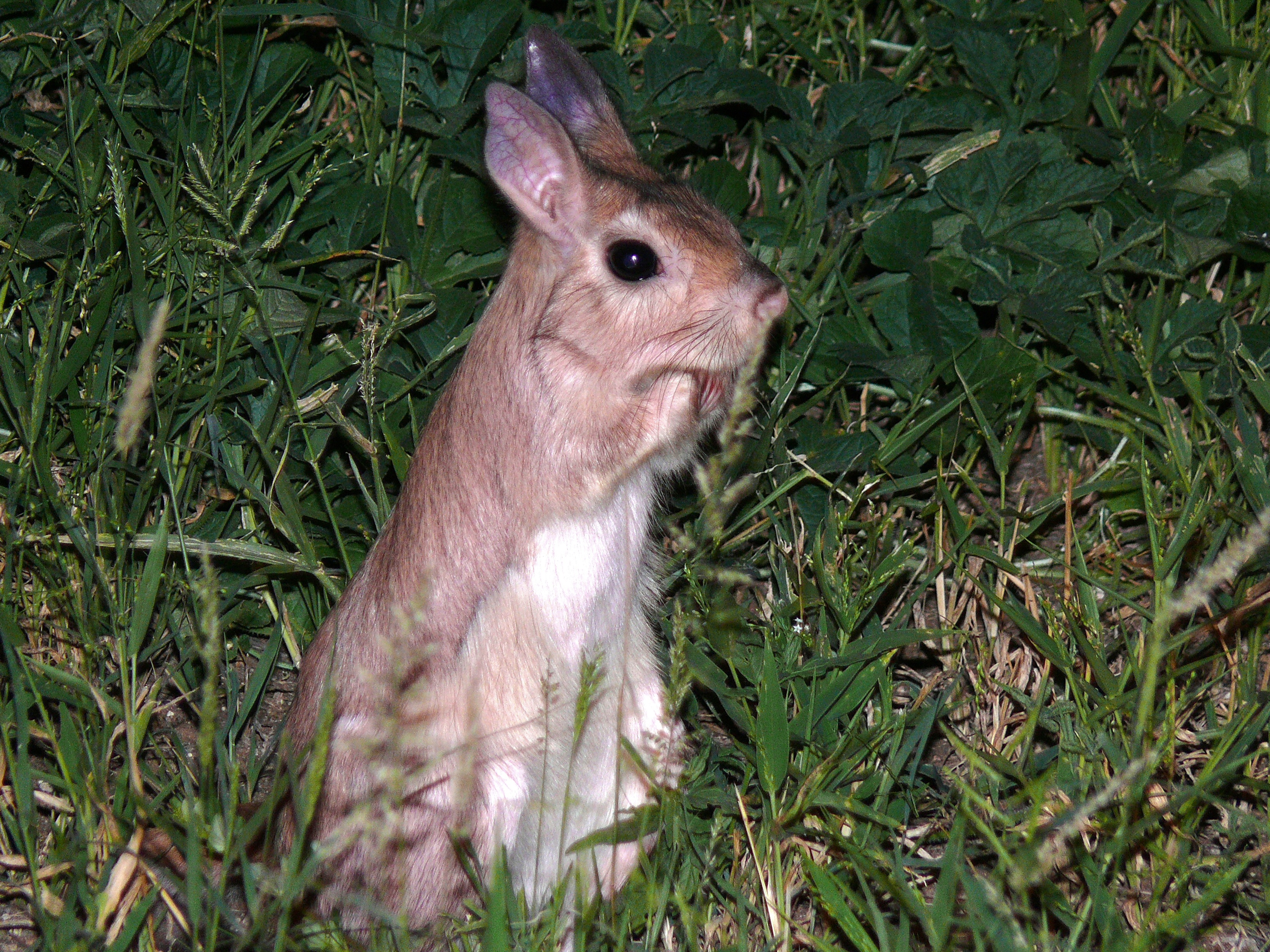
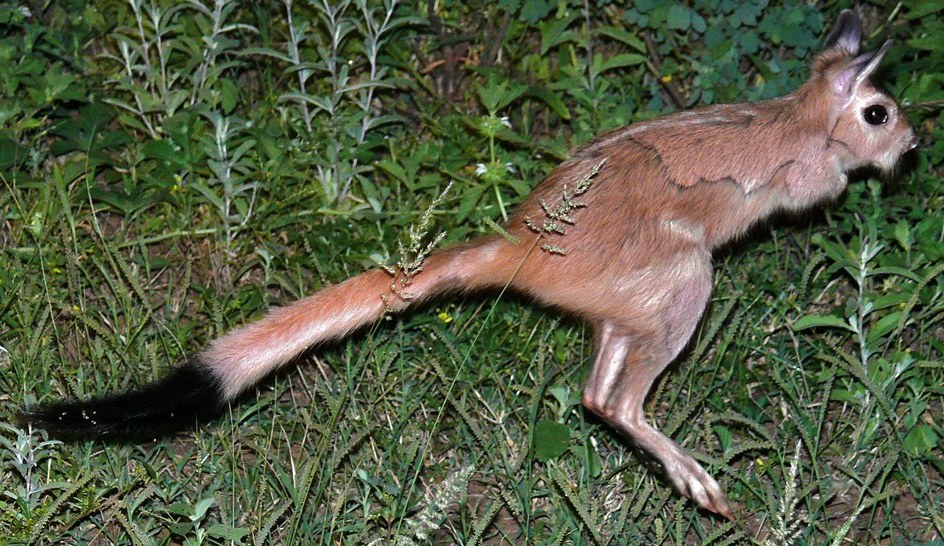

## Reproduction
Le lièvre sauteur se reproduit toute l'année. Il ne met au monde qu'un petit par portée après une gestation de 78 à 82 jours. La femelle a en moyenne 3 à 4 portées par an.
Le petit pèse environ 300 g à la naissance. Il naît couvert de poils et ouvre les yeux au bout de 3 jours en moyenne. Il quitte sa mère à l'âge de 7 semaines. Il est capable de se reproduire lorsqu'il atteint 2,5 kg.
Il peut vivre jusqu'à 13 ans en captivité.

## Mode de vie

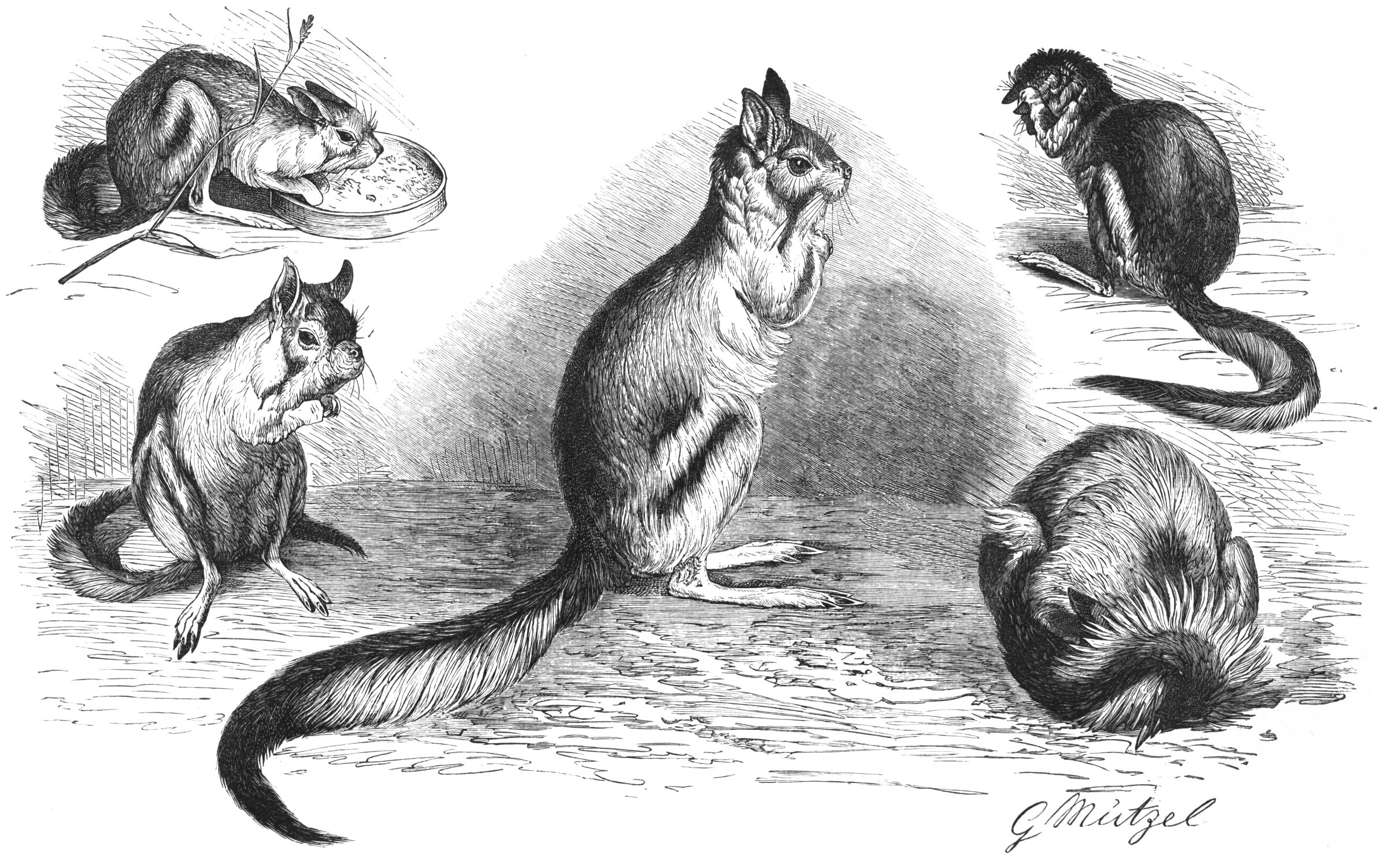
Lièvre sauteur dans différentes attitudes.

C'est un animal nocturne qui vit dans les plaines sablonneuses et plates d'Afrique où il se nourrit surtout de végétaux, essentiellement des céréales, et parfois d'insectes, comme des scarabées ou des sauterelles.
Si le lièvre sauteur supporte bien la fraîcheur de la nuit, le système de régulation de sa température ne lui permet pas de vivre correctement au-delà de 30°, température à laquelle il entre en hyperthermie.
Durant la journée il se protège de la chaleur en restant dans des profonds terriers dont il cache l'entrée en repoussant le sable de l'intérieur .
La nuit il sort de son terrier et se déplace sur un rayon de 250 m autour de chaque terrier en sautant à la manière d'un kangourou, se cachant sous terre dès qu'il est effrayé. C'est un animal plutôt solitaire .

## Systématique
Certaines bases taxinomiques lui reconnaissent une sous-espèce : Pedetes capensis surdaster  ou même une autre espèce à part entière : Pedetes surdaster ,.

## L'espèce et l'homme
Le lièvre sauteur est chassé car il commet des dégâts dans les récoltes .
En Afrique du Sud c'est une importante source de viande.
Malgré une chasse intensive, l'animal ne semble pas être actuellement menacé de disparition.
De nombreux parcs zoologiques conservent des lièvres sauteurs où ils s'élèvent bien, même en groupe .